# تجي فان جارد إرين
تجي فان جارد إرين (بالإنجليزية: Tejay van Garderen)‏ ولد بتاريخ 12 أغسطس 1988 في تاكوما، واشنطن، الولايات المتحدة، هو دراج أمريكي في صنف سباق الدراجات على الطريق. شارك في دورة الألعاب الأولمبية الصيفية.

## سجل النتائج

### المراكز
- حقق المركز الـ 2 في طواف تركيا 2010
- حقق المركز الـ 5 في طواف كاليفورنيا 2011
- حقق المركز الـ 4 في طواف كاليفورنيا 2012
- حقق المركز الـ 5 في سباق طواف فرنسا 2012
- حقق المركز الـ 5 في باريس-نايس 2012
- حقق المركز الـ 4 في باريس-نايس 2013
- حقق المركز الـ 7 في طواف سويسرا 2013
- حقق المركز الـ 2 في طواف عمان 2014
- حقق المركز الـ 3 في فولتا كاتالونيا 2014
- حقق المركز الـ 5 في سباق طواف فرنسا 2014
- حقق المركز الـ 6 في طواف إقليم الباسك 2014
- حقق المركز الـ 2 في طواف عمان 2015
- حقق المركز الـ 2 في كريثيديا دو دوفين 2015

### الميداليات
| الميدالية | المسابقة                                    |
| --------- | ------------------------------------------- |
| فضية      | بطولة العالم لسباق الدراجات على الطريق 2012 |
| ذهبية     | بطولة العالم لسباق الدراجات على الطريق 2014 |

### سباقات أو مراحل فاز بها
| التاريخ        | السباق                                                                 | المركز                                                                   |
| -------------- | ---------------------------------------------------------------------- | ------------------------------------------------------------------------ |
| 21 يونيو 2009  | 2009 Tour des Pays de Savoie                                           |                                                                          |
| 13 سبتمبر 2009 | تور دي أفينير 2009                                                     |                                                                          |
| 21 فبراير 2010 | طواف الغارف 2010                                                       | التاسع في التصنيف العام                                                  |
| 18 أبريل 2010  | طواف تركيا 2010                                                        |                                                                          |
| 13 يونيو 2010  | كريثيديا دو دوفين 2010                                                 | الثالث في التصنيف العام                                                  |
| 14 أغسطس 2010  | طواف أين 2010                                                          | الأول في تصنيف أفضل شاب، العاشر في تصنيف الجبال، الرابع في التصنيف العام |
| 20 فبراير 2011 | طواف الغارف 2011                                                       | الثاني في التصنيف العام                                                  |
| 13 مارس 2011   | باريس-نيس 2011                                                         | الثامن في تصنيف أفضل شاب                                                 |
| 22 مايو 2011   | طواف كاليفورنيا 2011                                                   | الخامس في التصنيف العام                                                  |
| 19 يونيو 2011  | طواف سويسرا 2011                                                       | الثالث في تصنيف النقاط                                                   |
| 28 أغسطس 2011  | يو إس إيه برو تشالنج 2011                                              | الأول في تصنيف أفضل شاب، الثالث في التصنيف العام، الثالث في تصنيف النقاط |
| 11 مارس 2012   | باريس-نيس 2012                                                         | الأول في تصنيف أفضل شاب، الخامس في التصنيف العام، الخامس في تصنيف النقاط |
| 30 يونيو 2012  | سباق طواف فرنسا 2012، مرحلة المقدمة                                    |                                                                          |
| 22 يوليو 2012  | سباق طواف فرنسا 2012                                                   | الأول في تصنيف أفضل شاب، الخامس في التصنيف العام                         |
| 01 يناير 2013  | طواف لايغويليا 2013                                                    |                                                                          |
| 27 يناير 2013  | طواف سان لويس 2013                                                     |                                                                          |
| 19 مايو 2013   | طواف كاليفورنيا 2013                                                   | الفائز في التصنيف العام                                                  |
| 25 أغسطس 2013  | يو إس إيه برو تشالنج 2013                                              | الفائز في التصنيف العام                                                  |
| 23 فبراير 2014 | طواف عمان 2014                                                         |                                                                          |
| 30 مارس 2014   | فولتا كاتالونيا 2014                                                   |                                                                          |
| 24 أغسطس 2014  | يو إس إيه برو تشالنج 2014                                              | الفائز في التصنيف العام                                                  |
| 22 فبراير 2015 | طواف عمان 2015                                                         |                                                                          |
| 14 يونيو 2015  | كريثيديا دو دوفين 2015                                                 |                                                                          |
| 17 يونيو 2021  | سباق الطريق ضد الساعة للرجال في بطولة الولايات المتحدة على الطريق 2021 |                                                                          |

## روابط خارجية
- تجي فان جارد إرين على موقع الاتحاد الدولي للدراجات (الإنجليزية)
- تجي فان جارد إرين على موقع أرشيف الدراجات (الإنجليزية)
- تجي فان جارد إرين على موقع إحصائيات الدراجات الإحترافية (الإنجليزية)
- تجي فان جارد إرين على موقع نسبة الدراجات (الإنجليزية)
- تجي فان جارد إرين على موقع CycleBase (الإنجليزية)
- تجي فان جارد إرين على موقع اللجنة الأولمبية الدولية (الإنجليزية)
- تجي فان جارد إرين على موقع أوليمبيديا (الإنجليزية)
- تجي فان جارد إرين على موقع اللجنة الأولمبية والبارالمبية الأمريكية (الإنجليزية)
- تجي فان جارد إرين على موقع AS.com (الإسبانية)
- تجي فان جارد إرين على موقع الاتحاد الدولي للدراجات (الإنجليزية)
- تجي فان جارد إرين على موقع أرشيف الدراجات (الإنجليزية)
- تجي فان جارد إرين على موقع إحصائيات الدراجات الإحترافية (الإنجليزية)
- تجي فان جارد إرين على موقع نسبة الدراجات (الإنجليزية)
- تجي فان جارد إرين على موقع CycleBase (الإنجليزية)
- تجي فان جارد إرين على موقع اللجنة الأولمبية الدولية (الإنجليزية)
- تجي فان جارد إرين على موقع أوليمبيديا (الإنجليزية)
- تجي فان جارد إرين على موقع اللجنة الأولمبية والبارالمبية الأمريكية (الإنجليزية)
- تجي فان جارد إرين على موقع AS.com (الإسبانية)